# Дентон (Джорджія)
Дентон (англ. Denton) — місто (англ. city) в США, в окрузі Джефф-Девіс штату Джорджія. Населення — 189 осіб (2020).

## Географія
Дентон розташований за координатами 31°43′12″ пн. ш. 82°41′32″ зх. д. / 31.72000° пн. ш. 82.69222° зх. д. (31.720130, -82.692237).  За даними Бюро перепису населення США в 2010 році місто мало площу 3,99 км², з яких 3,94 км² — суходіл та 0,06 км² — водойми.

## Демографія
Згідно з переписом 2010 року, у місті мешкало 250 осіб у 101 домогосподарстві у складі 69 родин. Густота населення становила 63 особи/км².  Було 115 помешкань (29/км²).
Расовий склад населення:
| - 78,4 % — білих - 20,0 % — чорних або афроамериканців |

До двох чи більше рас належало 1,6 %. Частка іспаномовних становила 1,2 % від усіх жителів.
За віковим діапазоном населення розподілялося таким чином: 21,2 % — особи молодші 18 років, 61,6 % — особи у віці 18—64 років, 17,2 % — особи у віці 65 років та старші. Медіана віку мешканця становила 45,8 року. На 100 осіб жіночої статі у місті припадало 115,5 чоловіків;  на 100 жінок у віці від 18 років та старших — 111,8 чоловіків також старших 18 років.
Середній дохід на одне домашнє господарство  становив 38 925 доларів США (медіана — 28 750), а середній дохід на одну сім'ю — 50 139 доларів (медіана — 53 750). Медіана доходів становила 42 500 доларів для чоловіків та 22 750 доларів для жінок. За межею бідності перебувало 14,3 % осіб, у тому числі 21,6 % дітей у віці до 18 років та 8,8 % осіб у віці 65 років та старших.
Цивільне працевлаштоване населення становило 85 осіб. Основні галузі зайнятості: освіта, охорона здоров'я та соціальна допомога — 20,0 %, транспорт — 18,8 %, будівництво — 18,8 %.